# Pomme de table
Les pommes de table nommées aussi pommes à couteau, pommes à dessert ou pommes à croquer sont un groupe de cultivars de pommes sélectionnées et produites pour être mangées crues, par opposition aux pommes à cuire et aux pommes à cidre.

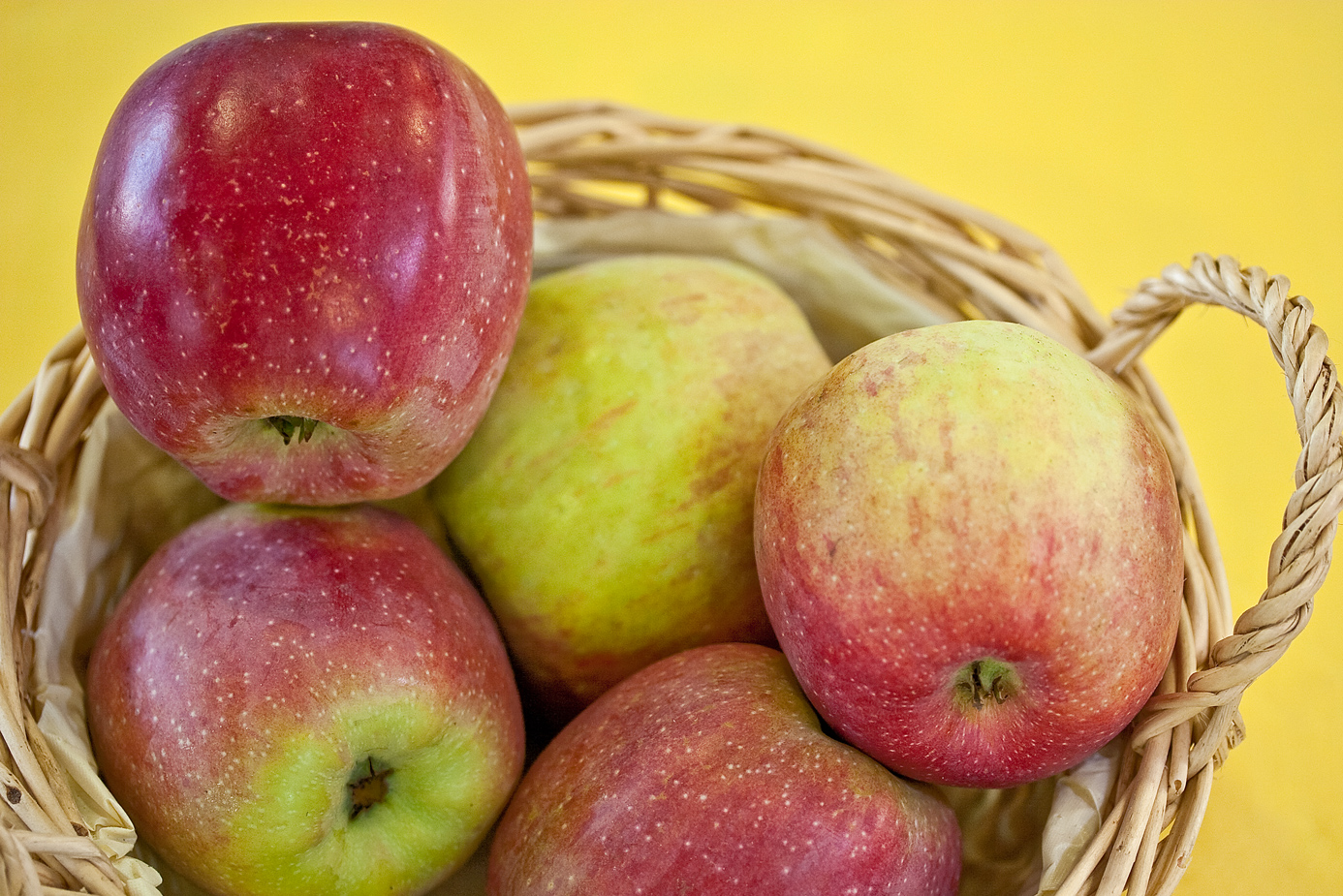
Pommes de table: Florina - Querina.

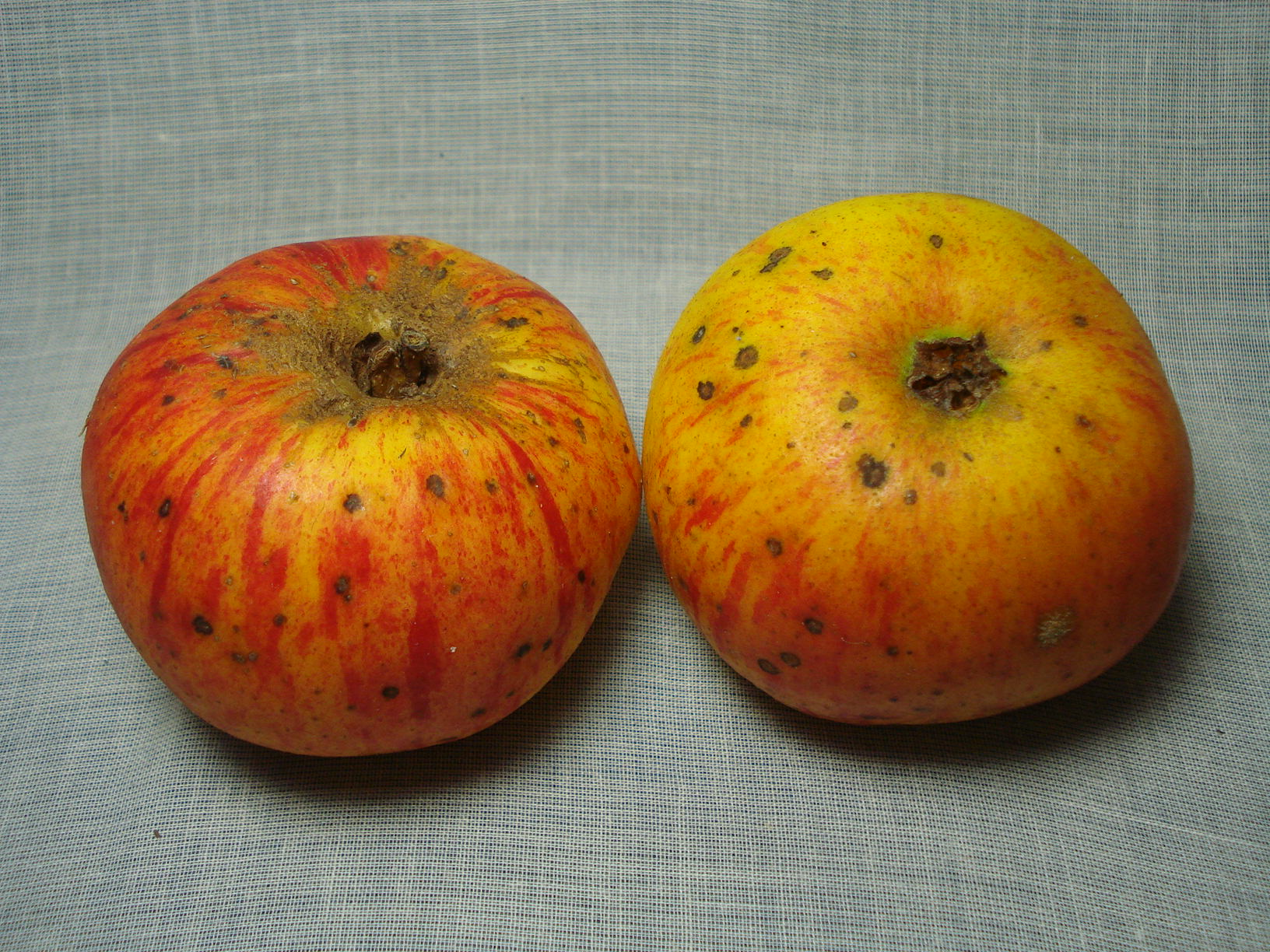
Jacques Lebel.

Les pommes de table sont généralement douces et les plus appréciées montrent une grande variété d'arômes particuliers qui les distinguent des autres variétés.